# Galette de Lisieux
 (août 2025).
Si vous disposez d'ouvrages ou d'articles de référence ou si vous connaissez des sites web de qualité traitant du thème abordé ici, merci de compléter l'article en donnant les références utiles à sa vérifiabilité et en les liant à la section « Notes et références ».
La galette de Lisieux est une spécialité culinaire de Lisieux.
Elle est obtenue à partir d’un mélange de crème fraîche, de babeurre, de levure sèche et de farine.